# Casa Grande del Pueblo
Casa Grande del Pueblo är den bolivianska presidentens residens och ersatte år 2018 Palacio Quemado som varit officiellt residens sedan 1853. Det nya residenset invigdes den 9 augusti 2018 under Evo Morales presidentskap. Den tillfälliga regeringen ledd av Jeanine Áñez återgick till att nyttja Palacio Quemado mellan 2019 och 2020. När Luis Arce blev vald till president den 8 november 2020 blev Casa Grande del Pueblo återinsatt som presidentens residens.